# Václav Neužil
Václav Neužil (* 4. října 1979 Plzeň) je český divadelní, filmový a televizní herec a komik. 
V roce 2003 vystudoval činoherní herectví na Divadelní fakultě Janáčkovy akademie múzických umění v Brně. Hrál v brněnských scénách: v divadle Polárka, v divadelním studiu JAMU Marta, v Divadle v 7 a půl, v sezóně 2004–2005 v Národním divadle v Brně, následující sezónu pak v HaDivadle. Od roku 2006 je členem souboru Dejvického divadla; hraje i ve filmu a v televizi.

## Role

### Divadelní role
Činoherní klub 2002
- Akast – Molière: Misantrop

Divadlo Polárka, Brno 2002–2004
- Princ Ferdinand – Robert Louis Stevenson: Klub sebevrahů
- Chlestakov – Nikolaj Vasiljevič Gogol: Revizor
- New York, Evropa, Mlha… – Bertolt Brecht: Přelet přes oceán

Studio Marta 2003
- Josef Garcin – Jean-Paul Sartre: S vyloučením veřejnosti
- Freder – Ferdinand Bruckner: Choroby mládí
- Přítel – Tváře
- Augiáš – Friedrich Dürrenmatt: Herkules a Augiášův chlév
- Kreont – Roman Sikora: Smetení Antigony

Divadlo v 7 a půl 2004–2005
- Leo Percepied – Jack Kerouac: Podzemníci
- Torvald Helmer – Henrik Ibsen: Nora; představení obdrželo roku 2004 Cenu Alfréda Radoka za inscenaci roku.
- Profesor – Andrej Tarkovskij: Stalker Walker

Národní divadlo Brno 2004–2005
- Giles Rolston – Agatha Christie: Past na myši
- Adam Geist – Dea Loher: Adam Geist
- Jeremias – Franz Kafka: Zámek

HaDivadlo 2005–2006
- Müller – Urs Widmer: Top Dogs
- Albert Gregor – Karel Čapek: Věc Makropulos
- J. K. Toole – John Kennedy Toole: Ignácův vzestup
- Básník, Gorbuškin, Lenin… – Arnošt Goldflam: Ruská ruleta

Dejvické divadlo
- 2006 Ota – Johann Wolfgang Goethe: Spříznění volbou
- 2007 Paul – Doyle Doubt: Černá díra
- 2008 Gaňa – Fjodor Michajlovič Dostojevskij, Miroslav Krobot: Idiot
- 2008 Maestro Memory, Cesťák, Policista, Profesor Jordan, Inspektor, Uvaděč, Padouch, Paní McGarrigleová – John Buchan a Alfred Hitchcock: 39 stupňů
- 2008 Rosencrantz – William Shakespeare: Hamlet
- 2009 Michael – Dennis Kelly: Debris
- 2009 Jiří – David Jařab: Hlasy
- 2010 Hudebník, Policista, Násilník – Aki Kaurismäki: Muž bez minulosti
- 2010 Mugsy – Patrick Marber: Dealer’s Choice
- 2011 Bradley – Karel František Tománek: Wanted Welzl
- 2012 Boab – Irvine Welsh: Ucpanej systém
- 2012 Pavel – Petr Zelenka: Dabing Street
- 2013 Semjon Medvěděnko – Anton Pavlovič Čechov: Racek
- 2014 Max Brod – Karel František Tománek: KAFKA '24, režie: Jan Mikulášek
- 2016 Daniel Doubt: Vzkříšení[3]
- 2017 Miroslav Krobot, Lubomír Smékal: Honey, společný projekt Dejvického divadla a Cirku La Putyka, režie: Miroslav Krobot, premiéra: 12. listopad 2017[4][5]
- 2018 Wally Bondy, Podnikatel – Karel Čapek, Egon Tobiáš a kol.: Absolutno[6]

- 2021 David -  Daniel Majling: Vina?, 2021
- 2022 Clarence, York, Stanley - William Shakespeare: Richard III.
- 2022 Roman – Petr Zelenka: Fifty
- 2023 Marek – David Ondříček: Kde je ta ryba?

### Filmové role
- Václav Neužil na Cenách české filmové kritiky 20222004 Duše jako kaviár
- 2006 Maharal – Tajemství talismanu
- 2009 Zoufalci
- 2009 Protektor
- 2009 Muži v říji
- 2011 Vendeta
- 2011 Třídilové
- 2011 Milovaní

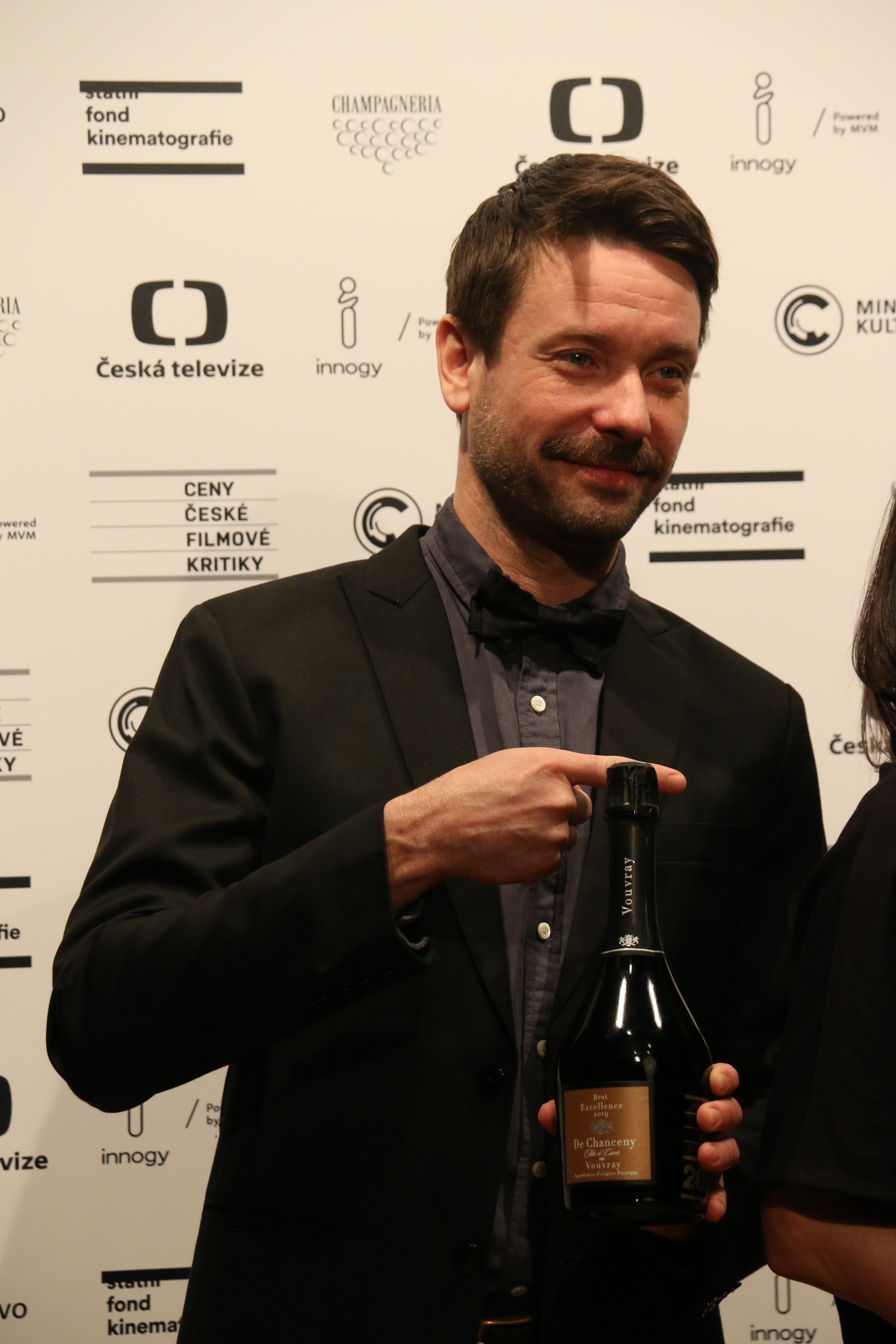
Václav Neužil na Cenách české filmové kritiky 2022

- 2011 Černá díra (divadelní záznam)
- 2011 Alois Nebel
- 2012 Okresní přebor – Poslední zápas Pepika Hnátka – MUDr. Otépka
- 2012 Ve stínu
- 2013 Rozkoš
- 2014 Andělé všedního dne
- 2015 Fotograf
- 2015 Sedmero krkavců
- 2015 Ztraceni v Mnichově
- 2016 Anthropoid – výsadkář Josef Valčík
- 2016 Lichožrouti
- 2017 Bába z ledu
- 2017 Úkryt v zoo
- 2017 Přání k mání
- 2018 Toman
- 2018 Tátova volha
- 2019 Hodinářův učeň
- 2019 Cesta do nemožna
- 2019 Národní třída
- 2021 Zátopek
- 2021 Matky
- 2022 Vánoční příběh
- 2023 Bod obnovy

### Rozhlasové role
- 2011 Ödön von Horváth: Neznámá ze Seiny – zpracováno v Českém rozhlasu jako rozhlasová hra, překlad Jiří Stach, rozhlasová úprava a dramaturgie Renata Venclová, režie Aleš Vrzák; hráli: Albert (Martin Finger), Silberling (Pavel Rímský), Nicolo (Václav Neužil), Irena (Dana Černá), Emil (Radek Holub), Arnošt (Kamil Halbich), Neznámá (Šárka Vaculíková), Domovnice (Bohumila Dolejšová), Klára (Týna Průchová), policista (Oldřich Vlach) a Lucille (Klára Sedláčková-Oltová).[7]
- 2011 Michał Walczak: Amazonie – komedie současného polského dramatika ironicky zkoumá herecké povolání na cestě mezi „velkým uměním“ a zábavním průmyslem. Režie Natálie Deáková, přeložil Jiří Vondráček; pro rozhlas upravila a dramaturgii měla Klára Novotná, hudba Petr Šplíchal; v hlavních rolích Jan Plouhar, Zuzana Kajnarová, Václav Neužil.[8][9]
- 2016 William Shakespeare: Sen noci svatojánské, Český rozhlas, překlad: Martin Hilský, rozhlasová adaptace: Klára Novotná, režie: Martina Schlegelová, dramaturgie: Renata Venclová, zvukový design a hudba: Jakub Rataj, produkce: Radka Tučková a Eva Vovesná. Osoby a obsazení: Karel Dobrý (Oberon), Helena Dvořáková (Titanie), Pavla Beretová (Puk), Viktor Preiss (Hrášek), Josef Somr (Hořčička), Jaroslav Kepka (Pavučinka), Miroslav Krobot (Poříz), David Novotný (Klubko), Martin Myšička (Střízlík), Václav Neužil (Píšťala), Hynek Čermák (Fortel), Klára Suchá (Hermie), Tereza Dočkalová (Helena), Petr Lněnička (Lysandr), Jan Meduna (Demetrius), Kamil Halbich (Theseus), Tereza Bebarová (Hippolyta), Jan Vondráček (Egeus) a další[10]
- 2022 Karel Poláček: Hlavní přelíčení – rozhlasová adaptace krimirománu, inspirovaného skutečným případem. Napsala Lenka Veverková, dramaturgii měla Klára Novotná, hudbu zkomponoval Jan Trojan. V režii Víta Vencla hráli Václav Neužil (Maršík), Magdaléna Borová (Alžběta), Klára Cibulková (Maršíková), Rostislav Novák (Barchánek), Marek Němec (Týc), Hanuš Bor (strážmistr), Libuše Švormová (paní), Zdeněk Vencl (hospodský), Zdeněk Velen (dozorce), Aleš Procházka (prodavač), Vlastimil Zavřel (hlídač), Tomáš Karger a Martin Veliký (chlapi), Miroslav Táborský (soudce), v dalších rolích Pavel Lagner, Karolína Půčková, Jiří Knot, Kryštof Nohýnek, Zdeňka Sajfertová, Coco Rafajová, Michael Polák, Dana Reichová a Petr Šplíchal. Vyrobil Český rozhlas.[11]

### Televizní role
- 2003 Strážce duší (TV seriál)
- 2004 Na stojáka (TV pořad)
- 2007 Maharal – Tajemství talismanu (TV seriál)
- 2008 Kriminálka Anděl – díl O mrtvých jen dobře (ošetřovatel Jiří Kloc)
- 2008 Comeback (TV seriál) (Rudy, vedoucí rychlého občerstvení HappyChick)
- 2009 Vyprávěj (TV seriál)
- 2009 Rytmus v patách (TV film)
- 2010 Zázraky života (TV seriál)
- 2011 Souboj seriálů… vy rozhodnete! (TV pořad)
- 2011 Čapkovy kapsy (TV seriál)
- 2012 Ceny Thálie 2011 (TV pořad)
- 2014 Čtvrtá hvězda 2014 (TV seriál)
- 2014 Život a doba soudce A. K. – díly Luketka a Diskrétní odpad (Mgr. Burian, advokát Hanuse)
- 2015 Atentát (TV seriál)
- 2015 Doktor Martin (TV seriál)
- 2017 Svět pod hlavou (TV seriál)
- 2017 Dabing Street (TV seriál)
- 2017 Zádušní oběť (TV film)
- 2018 Dukla 61 (TV film)
- 2018 Dáma a Král (TV seriál)
- 2019 Lajna (internetový seriál)
- 2019 Vodník (TV seriál)
- 2019 Zkáza Dejvického divadla (TV seriál)
- 2020 Zrádci (TV seriál)
- 2021 Třídní schůzka (internetový seriál)
- 2021 Skoro na mizině (internetový seriál)
- 2022 Národní házená

### Audioknihy
- 2017 Konec dětství – Arthur C. Clarke, Audiotéka.cz
- 2020 Černobyl – vydala Audiotéka
- 2020 Vytrvalost – vydala Audiotéka

## Ocenění díla
- 2011 Cena Thálie v oblasti činohra za roli Mugsyho ve hře Patrick Marber: Dealer's Choice